# 11084 Джіо
11084 Джіо (11084 Giò) — астероїд головного поясу, відкритий 19 вересня 1993 року.
Тіссеранів параметр щодо Юпітера — 3,562.